# Zur Entstehungsgeschichte des Marxschen Kapital

Titelseite von Band I (3. Auflage)

Zur Entstehungsgeschichte des Marxschen Kapital ist ein ausführlicher Kommentar des marxistischen Ökonomen Roman Rosdolsky der Grundrisse der Kritik der politischen Ökonomie, einem von Karl Marx verfassten Manuskript, das zum ersten Mal 1939–1941 herausgegeben wurde. Das erst 1968 nach seinem Tode veröffentlichte Buch hat Rosdolsky seiner „lieben Frau und Gesinnungsgenossin“ Emily Rosdolsky gewidmet und wird derzeit vom ça ira-Verlag neu aufgelegt.

Titelseite von Band II (3. Auflage)

In Gegensatz zu Louis Althussers strukturalistischer Interpretation beweisen für Rosdolsky die Grundrisse die methodologische Bedeutung der Dialektik für Das Kapital. Er formuliert daher das Desiderat, diese gründlich zu analysieren. Ebenso legte Rosdolsky mit dieser Arbeit den Grundstein für die Wertkritik.

Titelseite von Band III (2. Auflage)

## Zielsetzung
Rosdolsky hat sich als erster intensiv mit den Grundrissen beschäftigt. Er arbeitete daran von Herbst 1948 bis Dezember 1955. Die Endfassung seines Vorworts ist auf den März 1967 datiert. Bis zu seinem Tod im Oktober 1967 mühte er sich erfolglos um die Veröffentlichung. Seine Erwartung, dass durch die Grundrisse „das allgemeine Niveau der ökonomischen Marx-Literatur nur gehoben werden“ könne, war zu optimistisch. Denn seit deren Veröffentlichung im Jahre 1941 sind nur zwei Arbeiten zu verzeichnen, die ihnen besondere Bedeutung beigemessen haben.
Als Rosdolsky eine der damals noch seltenen Kopien der Grundrisse in Händen hielt, hatte er sich zweierlei vorgenommen:  Zum einen plante er, zu dem schwer lesbaren Manuskript einen verständlichen Kommentar zu schreiben, möglichst mit Marxens eigenen Worten. Zum anderen wollte er die neu erschlossene Textquelle für die Wissenschaft weiter auswerten.

## Inhalt
Rosdolskys Arbeit zerfällt in sieben Teile. Der Kommentar zu den Grundrissen umfasst die Teile 2 bis 6 (vom 4. bis 29. Kap.). Hier behandelt Rosdolsky Marxens Theorie in der Abfolge, wie sie der Darstellung im Kapital entspricht. Die Teile 1 (1. bis 3. Kap.) und 7 (30. bis 34. Kap.) werden von Rosdolsky seiner zweiten Aufgabenstellung gewidmet, nämlich die von Marx aufgeworfenen ökonomischen Probleme weiter zu untersuchen.
Die Frage nach Marxens Methodologie ist sträflich vernachlässigt worden, insbesondere was dessen kritische Rezeption der Dialektik Hegels betrifft. Wichtig ist hierbei der Aufbauplan, den Marx seiner „Kritik der politischen Ökonomie“ jeweils zugrunde gelegt hatte. Schon in seiner Vorrede betont Rosdolsky, wie wichtig Hegels Wissenschaft der Logik zum Verständnis der Grundrisse sei, was leider sogar bei Marxisten in Vergessenheit geraten sei:

„Den philosophisch gebildeten Zeitgenossen von Marx war dieser Bezug durchaus klar. So verglich Lassalle Marxens Schrift Zur Kritik mit Hegels ’Phänomenologie’ und pries Marx als einen Sozialist gewordenen Ricardo, Ökonom gewordenen Hegel’.“

Wenn Rosdolsky Dialektik die Seele des Kapital nennt, kann er sich dabei auf Lenin berufen sowie auf Georg Lukács. Wenn er die Kategorien der Grundrisse aus Hegels zentraler Unterscheidung von Form und Inhalt herleitet, kann er sich neben Lukács ebenso auf Isaak Rubin beziehen. So weist Rosdolsky wesentliche Elemente aus Hegels „Logik“ nach, darunter die Widerspruchspaare An sich und Gesetztsein (Position), Allgemeinheit und Besonderheit (Einzelheit), Wesen (Substanz) und Erscheinung (Phänomen), Grenze und Schranke, Vermittlung und Unmittelbarkeit. Wenn Marx die „Produktion der Lohnarbeit“ als „allgemeinen ökonomischen Grund“ des Kapitals bezeichnet, erkennt Rosdolsky darin die Anlehnung an die Kategorien des Ursprünglichen, des Wahrhaften, des absoluten Wissens, der innersten Wahrheit in Hegels Logik.
Raya Dunayevskaya kritisiert indessen, dass Rosdolsky dem eigenen Anspruch nicht gerecht werde, einen Beitrag zur dialektischen Methode zu leisten. „Wenn es irgendetwas gibt, das in seiner gewaltigen Studie vollkommen fehlt, ist es die Dialektik“, schreibt sie. Auch Hiroshi Uchida hält Rosdolskys Behandlung der Dialektik für unzulänglich.

### 1. Kapitel: Wie der 'Rohentwurf' entstand
Mit „Rohentwurf“ meint Rosdolsky exakt das zwischen Juli 1857 und März 1858 von Marx verfasste Manuskript. Die Herausgeber desselben gaben dem Rohentwurf samt Einleitung die Bezeichnung „Grundrisse“, die sie Briefen von Marx entnahmen.
Aus der ersten Etappe (1844 bis 1846) der ökonomischen Studien, die Marx unter dem Titel Kritik der Politik und Nationalökonomie zu veröffentlichen geplant hatte, ist lediglich ein Fragment überliefert, das später unter dem Titel Ökonomisch-Philosophische Manuskripte aus dem Jahre 1844 herausgegeben wurde. Hierbei handelt sich um eine erste grobe Skizze, welche den Rahmen für die darauffolgende Ausarbeitung vorgibt. Im Elend der Philosophie, im Kommunistischen Manifest wie auch in den Vorträgen über Lohnarbeit und Kapital argumentiert Marx bereits auf dem Boden der klassischen Nationalökonomie. In der Geldlehre und der Grundrententheorie indes hatte er damals die Auffassungen Ricardos noch nicht überwunden. Nach der Unterbrechung durch die Revolution von 1848 nimmt Marx die Arbeit an der ökonomischen Theorie im Londoner Exil 1850 wieder auf. Aus seinen Brief geht hervor, dass er bereits nach einem Verleger suchte sowie den Plan, eine Kritik der Politik miteinzubeziehen, wegfallen ließ.
Die Schrift Zur Kritik der politischen Ökonomie, die Marx 1859 veröffentlicht hatte, stellt die Erstfassung der Anfangskapitel „Ware“ und „Geld“ des Kapital dar.

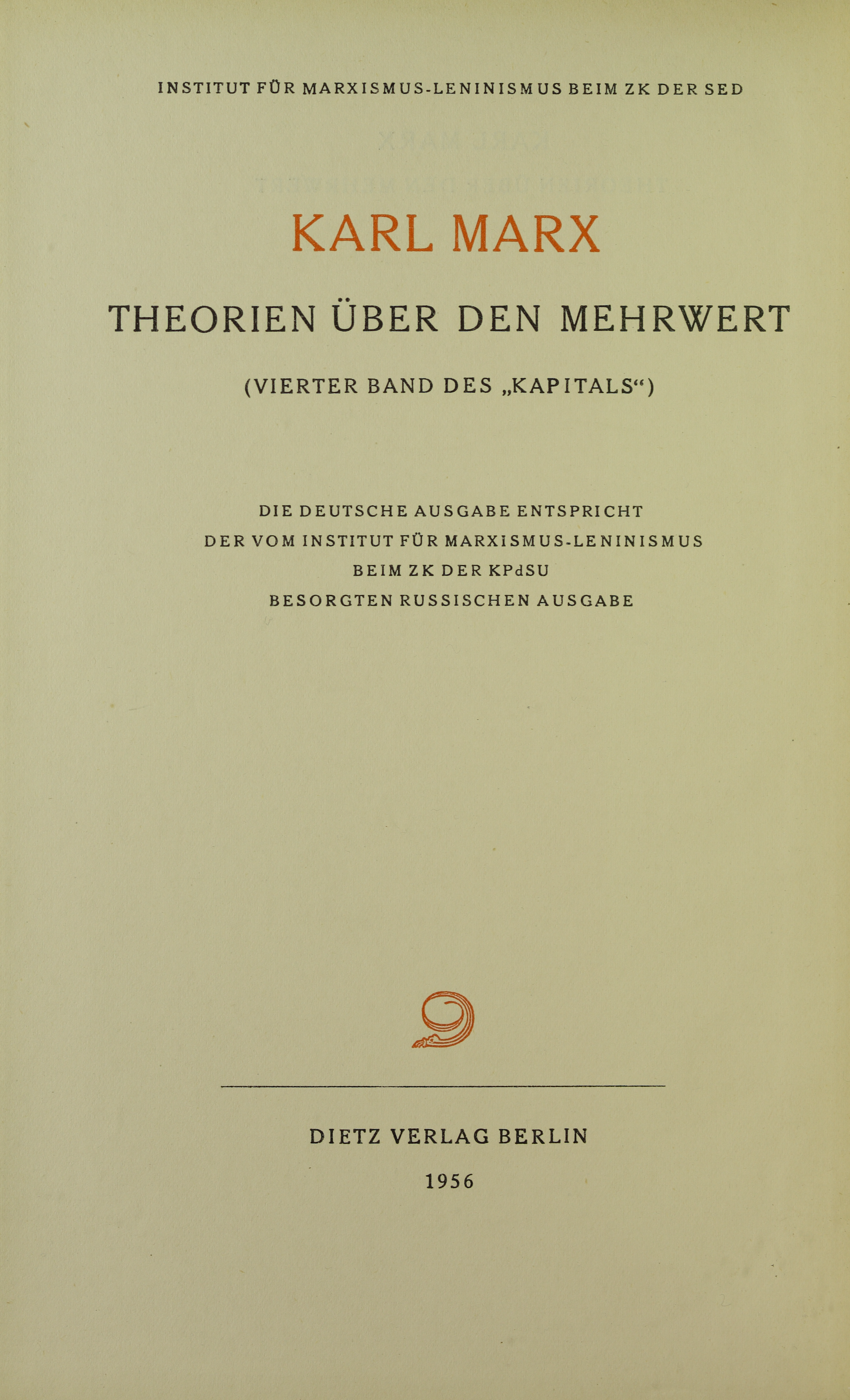
Karl Marx, Theorien über den Mehrwert, 1956

Die Theorien über den Mehrwert hat Rosdolsky nach der Ausgabe von Karl Kautsky zitiert; die Fußnoten in seiner Entstehungsgeschichte sind gemäß der MEW-Ausgabe (26.1.–26.3) redigiert.

### 2. Kapitel: Der Aufbau des Marxschen Werkes
Für Das Kapital hat Marx zweierlei Aufbaupläne verfasst.
Der Plan aus dem Jahre 1857 sah folgende Gliederung vor:

1. Das Buch vom Kapital
  1. Das Kapital im Allgemeinen
    1. Produktionsprozess des Kapitals
    2. Zirkulationsprozess des Kapitals
    3. Profit und Zins

  2. Abschnitt von der Konkurrenz
  3. Abschnitt vom Kreditwesen
  4. Abschnitt vom Aktienkapital

2. Das Buch vom Grundeigentum
3. Das Buch von der Lohnarbeit
4. Das Buch vom Staat
5. Das Buch vom auswärtigen Handel
6. Das Buch vom Weltmarkt und den Krisen

Der Plan aus dem Jahre 1866 (1865) sah folgende Gliederung vor:

Buch I: Produktionsprozess des Kapitals
Buch II: Zirkulationsprozess des Kapitals
Buch III: Gestaltungen des Gesamtprozesses
Buch IV: Geschichte der Theorie

Rosdolsky setzt sich eingehend mit Kautskys These (aus dessen Vorrede zu den Theorien über den Mehrwert) auseinander, die beiden Pläne würden sich voneinander grundsätzlich nicht unterscheiden; die Gliederung der Grundrisse sei im Grunde dieselbe, wie Marx sie nachher im Kapital ausgeführt habe. Dies weist Rosdolsky mit im Einzelnen begründeten Argumenten entschieden zurück.
Zudem kritisiert Rosdolsky Kautskys Ansicht, dass es sich bei dem „Wechsel in der Erscheinung des Aneignungsgesetzes“ (Marx) um die „geschichtliche Tendenz der kapitalistischen Akkumulation“ handele. Vielmehr ginge es hierbei um das Umschlagen „des Eigentumsgesetzes der Warenproduktion“ (Marx) bzw. des „Aneignungsgesetzes der einfachen Warenwirtschaft“ (Rosdolsky) in die „Gesetze der kapitalistischen Aneignung“ (Marx).
Erst Henryk Grossmann hatte 1929 überhaupt die Frage aufgeworfen, aus welchen Erwägungen heraus Marx seine Gliederung abgeändert habe. Der Plan von 1857 scheint der üblichen Einteilung der Produktionsfaktoren in Boden, Arbeit und Kapital zu folgen. Für Grossmann scheint demnach der erste Entwurf noch der üblichen empirischen Stoffeinteilung zu folgen, während erst der zweite Entwurf sich zu einer dialektischen Sichtweise hindurchgearbeitet habe. Rosdolsky weist diese Erklärung zurück, denn Marx hat die trinitarischen Formel schon immer dezidiert abgelehnt. Friedrich Behrens weist den Erklärungsversuch von Grossmann ebenfalls als unzulänglich zurück, kann ihn aber auch nicht entscheidend verbessern.
Im neuen Plan von 1865/66 erscheint das „Buch vom Kapital“ auf drei Bücher verteilt, wobei das „Kapital im allgemeinen“ im Mittelpunkt steht. Die ursprünglich geplanten Bücher wurden damit auf nur eines reduziert – auf das vom Kapital. Die begriffliche Gegenüberstellung des (abstrakten) „Kapital im allgemeinen“ zur (konkreten) „Konkurrenz“ wurde fallengelassen.
Der Stoff aus den ursprünglichen Büchern II und III zum Grundeigentum und zur Lohnarbeit wurde in Band I und III des Kapital integriert. Die Erstellung einer eigentlichen Geschichte der ökonomischen Theorie wurde ebenso wie das Buch vom Weltmarkt sowie der Abschnitt zum Kreditwesen aufgeschoben. Zur Theoriegeschichte existiert das Manuskript, die als Theorien über den Mehrwert bekannt wurden. Daher werden diese gelegentlich auch als „Band IV“ des Kapital bezeichnet. Die Bücher vom Staat und vom Außenhandel sind ersatzlos entfallen.
Marxens Planänderung wird von Rosdolsky somit interpretiert als ein „Prozess der fortschreitenden Einengung des ursprünglichen Planes, der aber zugleich eine Ausweitung seines verbleibenden Teiles entsprach“.
Der Planänderung liegt eine geänderte Darstellungsweise zugrunde, die erforderlich wird, um die Methode des Aufsteigen vom Abstrakten zum Konkreten adäquat umzusetzen. Wenn Marx bei seiner Untersuchung zwar von der konkreten Wirklichkeit, den realen gesellschaftlichen Verhältnissen, ausgeht, eröffnet er die theoretische Analyse mit einer Kritik der Kategorien der politischen Ökonomie. Bevor Handel, Konkurrenz und Kredit theoretisch und empirisch untersucht werden können, müssen zuvor Begriffe wie Austausch, Teilung der Arbeit, Waren und Preise dargestellt und theoriegeschichtlich kritisiert werden.
Im Anhang I „Das Buch von der Lohnarbeit“ findet Rosdolsky, dass Marx den ursprünglichen Plan zum gesonderten Buch über die Lohnarbeit aufgegeben habe, um den betreffenden Stoff in Das Kapital, Band 1 aufzunehmen und so den Übergang vom Wert der Ware in den Produktionspreis besser darstellen zu können.
In Anhang II „Methodologische Bemerkung zu R. Luxemburgs Kritik der Marxschen Reproduktionsschemata“ setzt sich Rosdolsky mit Rosa Luxemburgs Anti-Kritik auseinander. Ihr Fehler sei gewesen, neben der Unterscheidung zwischen Einzelkapital und Gesamtkapital „das Kapital im allgemeinen“ nicht berücksichtigt zu haben. Ihre Marx-Kritik basiere daher auf der falschen Voraussetzung, die Analyse in Das Kapital, Band 1 und Band 2 intendiere eine empirisch vollständige, historisch getreue Darstellung der Entwicklung des Kapitalismus.

### 3. Kapitel: K. Marx und das Problem des Gebrauchswerts in der politischen Ökonomie
Marxisten wie Rudolf Hilferding oder Paul Sweezy haben Marx so aufgefasst, als ob er den Gebrauchswert völlig aus der ökonomischen Betrachtung ausklammern wolle. In seinem Beitrag weist Rosdolsky nach, dass es Marx lediglich darum gegangen sei, den Gebrauchswert, sofern es allein um den Gebrauchswert geht, außen vor zu lassen, nicht aber soweit der Gebrauchswert die ökonomische Formbestimmung verändere. Marx wirft Ricardo sogar ausdrücklich vor, diese spezifische Rolle des Gebrauchswerts nicht berücksichtigt zu haben.
Außerdem macht es einen großen Unterschied, ob man die einfache Warenzirkulation betrachtet, wo der spezifische Gebrauchswertcharakter einer Ware für den Austausch gleichgültig sei, oder etwa den Austausch zwischen Lohnarbeit und Kapital. Letzterer beruht ja gerade auf der besonderen Gebrauchswerteigenschaft der Lohnarbeit, Tauschwerte zu produzieren.
Marx warf Adolph Wagner vor, er habe übersehen,

„dass in der Entwicklung der Wertform der Ware, in letzter Instanz ihrer Geldform, also des Geldes, der Wert einer Ware sich darstellt im Gebrauchswert der anderen, das heißt in der Naturalform der anderen Ware; dass der Mehrwert selbst abgeleitet wird aus einem ‚spezifischen‘ und ihr exklusiv zukommenden Gebrauchswert der Arbeitskraft […]“

Der Doppelcharakter der Warenform und der Arbeit selbst war für Marx der Springpunkt seiner Untersuchung.

„Ursprünglich erschien uns die Ware als ein Zwieschlächtiges, Gebrauchswert und Tauschwert. Näher betrachtet wird sich zeigen, dass auch die in der Ware enthaltene Arbeit zwieschlächtig ist. Dieser Punkt, der von mir zuerst kritisch entwickelt wurde, ist der Springpunkt, um den sich das Verständnis der politischen Ökonomie dreht.“

Rosdolsky behandelt sodann im Einzelnen die verschiedenen Stellen, wo der Gebrauchswert als solcher durch die Formverhältnisse der bürgerlichen Ökonomie modifiziert wird oder seinerseits die Formbestimmungen modifiziert. Dabei geht er schließlich auch darauf ein, wie die Frage von Nachfrage und Zufuhr in die Analyse hereinkomme. Er stellt dabei die technologische Deutung der gesellschaftlich notwendigen Arbeitszeit einer zweiten Deutungsweise gegenüber, wonach als gesellschaftlich notwendig nur gelten kann, was dem gesellschaftlichen Gesamtbedarf gemäß ist. Mehrere Autoren haben diese beiden Deutungen als Kontradiktion aufgefasst.  Nach Rosdolskys Verständnis handelt es sich hierbei indes um zwei unterschiedliche Stufen des analytischen Vorgehens.

### 4. Kapitel: Kritik der Arbeitsgeldlehre
Im Rohentwurf eröffnet Marx seine geldtheoretischen Untersuchungen mit einer Kritik von Alfred Darimon, einem Vertreter der proudhonistischen Freigeldlehre, die das Hauptübel in der Vorherrschaft der Edelmetalle im Geldsystem erblickt. Dieser Kritik wird in den später veröffentlichten Fassungen der Marxschen Geldtheorie immer weniger Platz eingeräumt. Für Marx greift die Ersetzung einer Edelmetallwährung durch „Stundenzettel“ schon deswegen zu kurz, weil eine derartige Geldreform die steigende Produktivität der Arbeit und deren Auswirkungen auf das Preissystem übersieht. Wer Ursachen und unerwünschte Folgen derartiger Krisen beseitigen wolle, müsse schon die Geldwirtschaft überhaupt abschaffen.

### 5. Kapitel: 'Übergang vom Wert in das Geld'
Marx will mit seiner Wertformanalyse nachweisen, wie, warum, wodurch Ware Geld ist. Da sich die in der einzelnen Ware vergegenständlichte Arbeitszeit sich nicht mit der allgemeinen oder Durchschnittsarbeitszeit decken kann, bedarf es der Vergegenständlichung der allgemeinen Arbeitszeit in einer besonderen Ware, der jede einzelne Ware gegenübergestellt werden kann. Auf diese Weise gelangt Marx zu seiner theoretischen Erklärung der Geldbildung.
In der Wertgröße und der Wertform treten die beiden widersprüchlichen Seiten des Daseins der Ware als unmittelbare Einheit von Gebrauchswert und Tauschwert hervor. Da im Geld der Tauschwert einer Sache unmittelbare, selbständige Existenz gewinnt, wird dies zur objektiven Grundlage von Warenfetischismus, indem nämlich die gesellschaftlichen Verhältnisse der Warenproduktion den Anschein einer eigenständigen sachlichen Existenz gewinnen, die sich damit verkehrt im Bewusstsein der Austauschenden widerspiegelt.
Die Geldform löst allerdings nicht alle Widersprüche zwischen Gebrauchswert und Tauschwert, da die getrennten Existenzformen stets die Möglichkeit offenlassen, dass die wechselseitige Konvertibilität sich nicht realisiert, weil damit voneinander geschiedene Transaktionen vorausgesetzt sind, die nicht zwangsläufig untereinander koordiniert stattfinden.

### 6., 7., 8. Kapitel: Die Funktionen des Geldes
Hier geht Rosdolsky ein auf das Geld als Wertmaß, als Zirkulationsmittel und schließlich auf „das Geld als Geld“, d. h. als „alleinige Wertgestalt oder allein adäquates Dasein des Tauschwerts allen anderen Waren als bloßen Gebrauchswerten gegenüber“.
Darunter fallen Geld als Schatz, Geld als Zahlungsmittel und Geld als Weltmünze. Die Widersprüche der einfachen Warenzirkulation W-G-W treiben zur Ausbildung der Zirkulationsweise des Tauschwerts als Kapital, im sich selbst reproduzierenden Prozess G-W-G.

### 9. Kapitel: Einleitende Bemerkung (Über die Wirklichkeit des Wertgesetzes in der kapitalistischen Wirtschaft)
Inwiefern spiegelt die logische Aufeinanderfolge von Ware – Wert – Geld – Kapital zugleich eine historische Entwicklung wider? Jede Kategorie treibt über sich selbst hinaus, keine kann ohne die vorangehende voll begriffen werden. Jede setzt die nachfolgenden voraus und kann nur auf deren Grundlage ihre volle Entwicklung erlangen. In den Grundrissen formuliert Marx den Widerspruch, dass einerseits die einfache Warenzirkulation mit dem Begriff des Tauschwerts das Eigentum an dem Resultat der eigenen Arbeit als eine Grundvoraussetzung der bürgerlichen Gesellschaft ausspricht; andererseits ergeben sich bei der Entfaltung zum Kapitalismus dieser Grundvoraussetzung scheinbar widersprechende Gesetze. Die klassischen Ökonomen haben sich aus dieser Verlegenheit gerettet, dass sie die Geltung der Gesetze der einfachen Warenzirkulation in eine illusionäre Vorzeit verlegten. In der wirklichen Geschichte jedoch vollzog sich die ursprüngliche Akkumulation in Gemeinwesen, wo der Privataustausch nur die Ausnahme darstellte. Die volle Entfaltung der Warenzirkulation setzt sich erst auf Grundlage der kapitalistischen Produktion durch. Das Wertgesetz kommt daher erst im Kapitalismus voll zur Geltung.  Methodologisch ist dies zu sehen in Zusammenhang mit der Marxschen Methode des Aufsteigens vom Abstrakten zum Konkreten. In ihr liegt begründet, dass einfache Kategorien nur ein abstraktes Moment der konkreten Totalität darstellen und hierin nur ihre Gültigkeit erweisen; freilich können einfache Kategorien zuvor historisch existiert haben, aber nur in einer unausgebildeten Form. Indem im Kapitalismus alle Produkte zu Waren werden, werden sie auch zu Produkten von Kapital, wodurch das Wertgesetz in seiner Wirkungsweise modifiziert wird. Denn abstrakte Bestimmungen können nie direkt, sondern nur durch Zwischenglieder vermittelt auf konkrete historische Verhältnisse angewandt werden. Die einfache und die kapitalistische Warenproduktion wird Marx daher nicht in zwei separaten Modellen, sondern innerhalb ein und desselben Modells betrachtet.

### 10. bis 25. Kapitel
Rosdolsky wird neben Mandel oft als Kritiker einer absoluten Verelendungstheorie (Pauperismus) angeführt. In zwei Unterkapiteln im Anhang zum 20. Kapitel über die ursprüngliche Akkumulation – 5. Die sogenannte „Verelendungstheorie“ sowie 6. Das Körnchen Wahrheit der „Verelendungstheorie“ – widerlegt Rosdolsky die verbreitete Meinung, dass Marx die Ansicht vertreten habe, der Kapitalismus würde unausweichlich zu einer fortschreitenden absoluten Verschlechterung bzw. Verelendung der werktätigen Massen führen. Diese Auffassung wurde im Kommunistischen Manifest zwar noch lose vertreten, von Marx und Engels selbst jedoch später revidiert. Auch Trotzki war zu ähnlichen Schlussfolgerungen gelangt. Lassalles ehernes Lohngesetz hat Marx zurückgewiesen.
10. Kapitel: Das Aneignungsgesetz der einfachen Warenwirtschaft
11. Kapitel: Übergang zum Kapital („Werden des Kapitals aus dem Geld“)
12. Kapitel: Austausch zwischen Kapital und Arbeitskraft
13. Kapitel: Arbeitsprozess und Verwertungsprozess
14. Kapitel: Wertschaffung und Werterhaltung im Produktionsprozess (‚Variables‘ und ‚konstantes‘ Kapital)
15. Kapitel: Der allgemeine Begriff und die zwei Grundformen des Mehrwerts
16. Kapitel: Relativer Mehrwert und Produktivkraft (Über die steigende Schwierigkeit der Verwertung des Kapitals mit der Entwicklung der kapitalistischen Produktionsweise)
17. Kapitel: Die Produktionsmethoden des relativen Mehrwerts (Kooperation; Manufaktur; Maschinerie)
18. Kapitel: Die ‚gleichzeitigen Arbeitstage‘. Das kapitalistische Bevölkerungsgesetz und die ‚industrielle Reservearmee‘ (Marxens Kritik an Malthus)
19. Kapitel: Der Reproduktionsprozess und der Umschlag des Aneignungsgesetzes
20. Kapitel: Die ursprüngliche Akkumulation und die Akkumulation der Kapitalien
Anhang: Zur kritischen Würdigung der Marxschen Lohntheorie
1. Die Marxsche Lohntheorie
2. Marx über die Bewegungen des Arbeitslohnes
A) Die allgemeinen Bedingungen der Steigerung der Löhne
B) Der Konjunkturzyklus und die Lohnbewegung
3. Marx’ Lehre vom relativen Lohn
4. Die industrielle Reservearmee als Lohnregulator
5. Die sogenannte 'Verelendungstheorie'
6. Das Körnchen Wahrheit in der 'Verelendungstheorie'
7. Schlussbemerkung
21. Kapitel: Übergang aus dem Produktionsprozess in den Zirkulationsprozess des Kapitals. Exkurs über das Realisierungsproblem und das erste Reproduktionsschema
22. Kapitel: Die Zirkulationszeit und ihr Einfluss auf die Wertbestimmung
23. Kapitel: Der Kapitalumschlag und die Umschlagszeit. Die Kontinuität der kapitalistischen Produktion und Teilung des Kapitals in Portionen
24. Kapitel: Die Formbestimmungen des fixen und des zirkulierenden (flüssigen) Kapitals
25. Kapitel: Verwandlung des Mehrwerts in Profit. Die allgemeine Profitrate

### 26. Kapitel: Das Gesetz der fallenden Profitrate und die Zusammenbruchstendenz des Kapitalismus
siehe auch: Marxistische Krisentheorie
Marx selber hat seine Erklärung von Wirtschaftskrisen im Kapitalismus nicht vollständig, also bis hin zur Erfassung empirischer und historischer Fakten, ausgearbeitet. Seine theoretische Analyse verbleibt hier bei der Vorstellung des „idealen Durchschnitts“. Die Studien zu den „vielen Kapitalien“ der Konkurrenz hingegen hat Marx nie zu Ende geführt. Doch können die Tendenz zum Fall der Profitrate (TFPR), Disproportionalität (Ungleichgewicht) und Unterkonsumtion (mangelnder Verkauf) als Elemente einer Krisentheorie bei Marx bestimmt werden. Durch Störungen des Kapitalkreislaufs käme es nach Marx zu zyklischen Krisen. Anstatt in Arbeiter (variables Kapital) zu investieren, kaufen die Kapitalisten in ihrem „Konkurrenzkampf“ (Marx) neue Maschinen (konstantes Kapital) und berauben sich somit selbst der Möglichkeit einer Steigerung der Mehrwertproduktion. Der tendenzielle Fall der Profitrate ist die Folge. Gleichzeitig sinkt der Absatz, das heißt, es fehlt an Möglichkeiten zur Realisierung von Mehrwert. Es kommt zu Überproduktions- und Überkapazitätenkrisen. Ist zu viel Kapital vorhanden, das nicht investiert werden kann, spricht Marx von Überakkumulation. Daraus resultieren Finanzblasen und übermäßige Spekulation. Ferner kommt es zu einem Ungleichgewicht zwischen den verschiedenen Zweigen der kapitalistischen Produktion.
Rosdolskys Werk wird oft in Hinblick auf eine marxistische Krisentheorie gelesen. Wenn auch eine ausgearbeitete Krisentheorie bei Rosdolsky ebenso fehlt wie bei Marx, so gibt er doch einen Überblick über den Stand der Diskussion, etwa zur Debatte um den (abstrakten oder konkreten) Charakter der Reproduktionsschemata. Diese Debatte ist für Rosdolsky eine Folge der unterschiedlichen Beurteilung der Rolle des Gebrauchswertes in der kapitalistischen Produktion sowie des mangelnden Verständnisses der Marxschen Methode. Rosdolsky hebt hier die Bedeutung des so genannten Gesetzes des tendenziellen Falls der Profitrate bei Marx im dritten Band von Das Kapital für dessen Krisentheorie hervor – während die Gültigkeit dieses Gesetzes beispielsweise von Sweezy in Frage gestellt wurde. Gleichzeitig lieferte Rosdolsky eine Zusammenfassung der marxistischen Debatte zu diesem Theorem.
Des Weiteren arbeitet Rosdolsky den konkret-abstrakten Charakter der so genannten Marxschen Reproduktionsschemata im zweiten Band aus und weist auf die damit verbundenen angeblichen Fehler der Vertreter der so genannten Unterkonsumtionstheorie auf der einen und der Disproportionalitätstheorie auf der anderen Seite hin. Rosdolsky kritisierte hier unter anderem den so genannten „Luxemburgismus“, sprich Rosa Luxemburgs unterkonsumtionistische Kritik an Marx, sowie die von Luxemburg ebenfalls kritisierten „legalen Marxisten“. Ferner liefert Rosdolsky eine Kritik an der „neoharmonischen“ Kritik von Otto Bauer an Luxemburg und beschäftigt sich mit namhaften Marx-Kritikern wie Böhm-Bawerk und Schumpeter.
Gleichzeitig wird bei Rosdolsky selbst – und in Folge bei seinem Schüler Ernest Mandel, der Rosdolsky 1972 sein Werk Der Spätkapitalismus widmet, – das Festhalten an einer Form von Unterkonsumtionstheorie kritisiert. Paul Mattick bezeichnet diese Theorie bei Rosdolsky und Mandel als die „primitive Idee, dass die Realisierung des Mehrwerts deshalb schwierig ist, weil die Arbeiter ihr Mehrprodukt nicht zurück kaufen können.“ Tatsächlich, argumentiert Mattick, ist bei Rosdolsky die Unterkonsumtion ein entscheidender Krisenfaktor, namentlich der „Widerspruch zwischen dem schrankenlosen Trieb der Kapitalverwertung und der beschränkten Konsumtionskraft der kapitalistischen Gesellschaft.“
Wie Luxemburg vertrat Rosdolsky die Auffassung von einem unvermeidlichen Zusammenbruch des Kapitalismus. Zur Zusammenbruchsprognose von Marx in Grundrisse 42/642 schreibt er:

„Die Behauptung, Marx hätte keine,Zusammenbruchstheorie‘ aufgestellt, ist wohl vor allem auf die revisionistische Auslegung des Marxschen ökonomischen Systems vor und nach dem ersten Weltkrieg zurückzuführen. In dieser Hinsicht kann das theoretische Verdienst Rosa Luxemburgs und Henryk Grossmanns nicht hoch genug eingeschätzt werden.“

Kritik hingegen übt er an Luxemburg, weil sie das Kapitel zur ursprünglichen Akkumulation in „Das Kapital“, Band 1, als reinen historischen Exkurs versteht, wodurch sie sich in der Debatte um den Charakter vom „Kapital“ nach Ansicht Rosdolskys falsch positioniert habe. Laut Rosdolsky ist

„die ursprüngliche Akkumulation ein das Kapitalverhältnis selbst konstituierendes Element und daher,im Begriff des Kapitals enthalten‘.“

Diesem Themenkomplex widmete Rosdolsky in Band 1 den gesamten Anhang II: Methodische Kommentare zu Rosa Luxemburgs Kritik der Marxschen Reproduktionsschemata sowie seine Gesamtuntersuchung im 30. Kapitel Der Streit um die Marxschen Reproduktionsschemata.
Nach Rosdolsky erfolgte die Darstellung der Kategorien der politischen Ökonomie in Das Kapital bei Marx streng logisch – vom „allgemeinen Kapital“ zum „Gesamtkapital“. Zur Frage der historischen und logischen Entwicklung des Kapitals besteht unter Marxisten nach wie vor Uneinigkeit. Rosdolsky war der Ansicht, dass Marx im Warenaustausch als „Zelle“ die Keime aller Widersprüche der modernen Gesellschaft aufgedeckt habe, und berief sich dabei auf Lenin. Da die logische Ableitung der Kategorien nicht unabhängig von der historischen sei, habe Marx Das Kapital schließlich mit dem Wert eingeleitet, anders als im Plan vom 2. April 1858 vorgesehen.
Diese Erkenntnis wiederum war wichtig für Rosdolskys Einschätzung des konkret-abstrakten Charakters der Reproduktionsschemata. In diesen teilt Marx die kapitalistische Produktion grob in zwei Produktionszweige: 1. die Produktionsmittel erzeugende erste Abteilung und 2. die Konsumgüter erzeugende zweite Abteilung. (Marx selbst sprach anstatt von Konsumgütern meist von Lebensmitteln, also Nahrungsmitteln und Genussmitteln.) Diese beiden Hauptabteilungen könnten laut Marx in beliebig viele weitere Abteilungen gegliedert werden. Für Rosdolsky stellen die Reproduktionsschemata einerseits ein „heuristisches Instrument“, andererseits ein Abbild des realen Zustands der Wirtschaft dar. Rosdolsky widerspricht somit der Ansicht, dass Marx zuerst den „reinen Kapitalismus“ analysiert hätte, um sich dann seiner konkreten historischen Form zu widmen. Rosdolsky war der Meinung, dass eine proportionale Entwicklung und ein Gleichgewicht zwischen Produktion („erste Abteilung“) und Konsumtion („zweite Abteilung“) innerhalb der kapitalistischen Produktionsweise nur inmitten von ständigen Schwierigkeiten und Störungen erreicht werden könne. Natürlich müsse dieses Gleichgewicht zwischen den Abteilungen zumindest für kurze Zeitperioden anhalten, da das kapitalistische System anderenfalls überhaupt nicht funktionieren könne.
Nach Rosdolsky stellen die Reproduktionsschemata somit keine bloße Abstraktion dar, sondern einen Teil ökonomischer Realität. Dennoch könnte die durch diese Schemata postulierte Proportionalität der Abteilungen der Produktion nur temporär sein. Das von Marx angenommene Gleichgewicht der Abteilungen entspringe als ein kontinuierlicher Prozess aus der Disproportionalität, so dass sich Perioden des Gleichgewichts und des Ungleichgewichts abwechseln würden. Aus dieser Annahme leitet schließlich Mandel seine Theorie der „langen Wellen“ ab – eine Weiterentwicklung des so genannten Kondratjew-Zyklus.

### 27. Kapitel bis 34. Kapitel
27. Kapitel: Fragmentarisches über Zins und Kredit
1. Inwiefern der ursprüngliche Aufbauplan die Behandlung dieser Themata vorsah
2. Der Rohentwurf über das zinstragende Kapital
3. Die Kategorie des „Kapitals als Geld“
4. Kritik des Proudhonismus
5. Der Rohentwurf über die Rolle des Kredits in der kapitalistischen Wirtschaft
6. Die Schranken des Kreditwesens
Anhang: Zur neueren Kritik des Marxschen Gesetzes der fallenden Profitrate
28. Kapitel: Die historische Schranke des Wertgesetzes. Marx über die sozialistische Gesellschaftsordnung
1. Marx über die Entwicklung der menschlichen Individualität im Kapitalismus
2. Die Rolle der Maschinerie als der materiellen Voraussetzung der sozialistischen Gesellschaft
3. Das Absterben des Wertgesetzes im Sozialismus
29. Kapitel: Die Verdinglichung der ökonomischen Kategorien und die „wahre Auffassung des gesellschaftlichen Produktionsprozesses“
30. Kapitel: Der Streit um die Marxschen Reproduktionsschemata
I. Einleitendes
II. Die Diskussion zwischen den ‚Narodniki‘ und den ‚legalen‘ russischen Marxisten
III. Lenins Realisierungstheorie
IV. R. Hilferdings Auslegung der Marxschen Reproduktionsschemata
V. R. Luxemburgs Kritik der Marxschen Akkumulationstheorie
31. Kapitel: Das Problem der qualifizierten Arbeit
I. Böhm-Bawerks Kritik
II. Die vermutliche Marxsche Lösung
32. Kapitel: Eine Bemerkung über die Frage der „Fehlrationalisierung“
33. Kapitel: Joan Robinsons Marx-Kritik
I. Die Marxsche Werttheorie
II. Marx’ Lehre vom Wesen der kapitalistischen Exploitation und sein Kapitalbegriff
III. Abschließende Bemerkungen
34. Kapitel: Die Neomarxistische Ökonomie
I. Eine scheinbar dogmatische Kontroverse
II. Über die Methode der Marxschen Ökonomie
III. Schlussbemerkung

## Editionsgeschichte
Rosdolskys Arbeit wurde zum ersten Mal 1968, anlässlich des 100-jährigen Jubiläums der Veröffentlichung des Kapital, von der Europäischen Verlagsanstalt (EVA) zusammen mit dem Europa Verlag des Österreichischen Gewerkschaftsbunds in drei Bänden unter dem Titel Zur Entstehungsgeschichte des Marxschen Kapital. Der Rohentwurf des Kapital 1857–1858 veröffentlicht.
In den Folgejahren wurde das Werk mehrmals nachgedruckt, allerdings ohne die Anhänge. In Italienisch erschien das Buch 1971, auf Serbokroatisch 1975, in Französisch (nur Band 1) 1976, auf Spanisch 1978, auf Schwedisch 1977 (Band 1) und 1979 (Band 2), auf Dänisch (nur Band 1) 1981. Die englischsprachige Übersetzung wurde von Peter Burgess besorgt und erschien erstmals 1977 bei Pluto Press (London) als „The making of Marx’s 'Capital'“. In den USA wurde diese Ausgabe von Humanities Press vertrieben. Eine Übersetzung ins Portugiesische durch den brasilianischen Intellektuellen César Benjamin erschien im Jahr 2000.
Rosdolskys Buch besteht aus einer Reihe von teilweise schon vorher veröffentlichten Zeitschriftenbeiträgen, die er im amerikanischen Exil verfasst hat. Als Emigrant hatte er kurz nach dem Zweiten Weltkrieg eines der wenigen Exemplare der sowjetischen Erstausgabe der Grundrisse (zwei Bände, Moskau 1939 und 1941) entdeckt, die im Westen aufgetaucht waren. Rosdolsky selbst schätzt die Zahl in seinem Vorwort auf „nicht mehr als 3 bis 4 Exemplare“. Beginnend mit dem Winter 1948/49 beschäftigte er sich beständig mit den Grundrissen.
Als Hilfsmittel zu seiner Arbeit und als Vorarbeit für ein eventuell zu erstellendes Lexikon legte er sich ein Sachregister an aus mehr als 15.000 Karteikarten mit Verweisen auf die Ausgaben der Schriften von Marx und teilweise auch von Engels; es wird im Rosdolsky-Archiv des Internationalen Instituts für Sozialgeschichte (IISG) in Amsterdam aufbewahrt.

## Wirkung und Rezeption
Größer als auf den ökonomischen Diskurs ist der Einfluss der Entstehungsgeschichte auf die sog. „neue Marx-Lektüre“ der 1970er Jahre. Erstmals wurden dabei die Grundrisse selbst einer ausführlichen Analyse unterzogen. Rosdolsky distanziert sich in seinem Werk weitgehend vom „orthodoxen Marxismus“ der Sozialdemokratie und des Marxismus-Leninismus. Die Auseinandersetzung um die „korrekte Marx-Interpretation“ konzentrierte sich vor allem um die Frage des methodischen Aufbaus und die Strukturgeschichte des Kapital. Diethard Behrens hält Rosdolskys Werk für einen entscheidenden Anstoß. Kornelia Hafner meint, dass Rosdolsky noch zu wenig berücksichtigt worden sei.
Helmut Reichelt, Vertreter der Neuen Marx-Lektüre, würdigte in seiner Arbeit Zur logischen Struktur des Kapitalbegriffs die Schrift gleich zu Beginn:
„Als Roman Rosdolsky im Jahre 1948 zum ersten Male Gelegenheit hatte, den Rohentwurf des Kapitals zu studieren, nahm er an, daß mit der Veröffentlichung dieses umfangreichen Textes eine neue Phase in der Auseinandersetzung mit dem Marxschen Werk eingeleitet würde. Zwar glaubte er nicht – wie man der Vorrede zu seinem Kommentar des Rohentwurfs entnehmen kann –, daß dieser Text in einen breiten Lesekreis eindringen würde; das hielt er wegen der ›eigentümlichen Form und der teilweise schwer verständlichen Ausdrucksweise‹ für ausgeschlossen. Gleichwohl war er überzeugt, daß es in Zukunft kaum mehr möglich sein werde, ein Buch über Marx zu schreiben, ohne vorher die Methode im Kapital und deren Beziehung zur Hegelschen Philosophie genau studiert zu haben: und das würde über kurz oder lang zu einer allgemeinen Klärung vieler ungelöster Fragen im Marxschen Werk beitragen.“
In einem Radio-Essay hebt der Adorno-Schüler Martin Puder 1969 über Rosdolskys Arbeit besonders hervor: „Der von Rosdolsky kommentierte Rohentwurf des Kapital wirft auf sie [die Frage, ob Marx überholt sei] deshalb neues Licht, weil er den fließenden Charakter von Kategorien des Marxschen Denkens erkennen lässt, die nach der traditionellen Auffassung ganz fixiert zu sein scheinen.“ Weiter heißt es: 
„Rosdolsky [widersteht] trotz seiner neomarxistischen Grundhaltung allen Versuchen, die Theorie von der Verelendung des Proletariats durch Begriffe wie ›mentale Verelendung‹, ›psychische Verelendung‹ oder gar ›moralische Verelendung‹ zu retten. Selbst den Terminus ›relative Verelendung‹ lehnt Rosdolsky ab. Er geht davon aus, dass derartige Übertragungen, in denen sich der akademische Marxismus gegenwärtig wieder gefällt, nur von der Stumpfheit ihrer Autoren gegenüber wirklichem, physischem Entbehren zeugen.“
Für den traditionellen Marxismus, besonders für trotzkistische Strömungen, war Rosdolskys Arbeit wegweisend insbesondere für die Weiterentwicklung einer Krisentheorie. Der Politologe Michael Heinrich schreibt über Rosdolskys Wirkung:

„Besonders nachhaltig wirkte auf die spätere Diskussion, dass Rosdolsky im Einleitungskapitel die für die Grundrisse zentrale Kategorie des ‚Kapital im Allgemeinen‘ herausstellte und ausgehend von ihr auch den Aufbau des Kapital interpretierte (was dann in den 70er Jahren in vielen Kapital-Interpretationen übernommen wurde). Obgleich diese Interpretation fragwürdig ist (Marx benutzt die Kategorie des ‚Kapital im Allgemeinen‘ an keiner einzigen Stelle der drei Bände des Kapital), sensibilisierte sie für die kategoriale Logik der Marxschen Argumentation, die in verschiedener Richtung weiterverfolgt wurde.“

Winfried Schwarz indes hebt das Konzept vom „Kapital im Allgemeinen“ in seiner 1978 erschienenen Arbeit „Vom ‚Rohentwurf‘ zum ‚Kapital‘“ besonders hervor.
Mit seiner Unterscheidung zwischen dem fetischismuskritischen „esoterischen“ Marx und dem am Paradigma des Klassenkampfes orientierten „exoterischen“ Marx lieferte Rosdolsky zudem eine nachhaltige Kritik am traditionellen Marxverständnis. Diese angebliche Dichotomie in Marx’ Schaffen wurde später von verschiedenen Wertkritikern in ihrer Kritik am „Arbeiterbewegungsmarxismus“ oder „Weltanschauungsmarxismus“ aufgegriffen. Der Autor Robert Kurz spricht daher von einem „doppelten Marx“.
Zehn Jahre nach Veröffentlichung der Entstehungsgeschichte hielt Antonio Negri in Paris eine Reihe von Vorlesungen über die Grundrisse und beleuchtete dabei auch deren Aufarbeitung durch Rosdolsky. Darin nennt Negri die Entstehungsgeschichte eine Pionierarbeit, kritisiert jedoch den Fokus auf das „Kapital im allgemeinen“ und das „automatische Subjekt“ als extremen Objektivismus.

### Textausgaben
- Roman Rosdolsky: Zur Entstehungsgeschichte des Marxschen Kapital. Der Rohentwurf des Kapital 1857–1858. 3. Auflage. 3 Bände. Europäische Verlagsanstalt (EVA) / Europa Verlag, Frankfurt am Main / Wien 1974 (Erstausgabe:  1968, Posthum veröffentlicht. Studienausgabe: Unveränderter Nachdruck der Teile 1–6 der 2., überarbeiteten Auflage von 1969 in 2 Bänden.). Band 1, ISBN 3-434-45003-3. Band 2, ISBN 3-434-45004-1. Band 3, ISBN 3-434-45041-6.
- Roman Rosdolsky: Zur Entstehungsgeschichte des Marxschen ›Kapital‹. Der Rohentwurf des Kapital 1857–1858. Herausgegeben von der Initiative Sozialistisches Forum. ça ira-Verlag. ISBN 978-3-86259-129-9.
- Roman Rosdolsky: Zur Entstehungsgeschichte des Marx’schen "Kapital". Neue autorisierte deutsche Auflage mit einer aktuellen Einleitung des Wiener "Rosdolsky Kreises", Manifest-Verlag, ISBN 978-3-96156-139-1
- Genesi e struttura del “Capitale” di Marx. In: Biblioteca di cultura moderna. Band 712. Laterza, Bari 1971 (italienisch, Übersetzung von Bruno Maffi).
- Prilog povijesti nastajanja Marxova “Kapitala”. Naert “Kapitala” iz 1857–1858. In: Hotimir Burger, Ivan Prpić (Hrsg.): Marksizam i savremenost. 2 Bände. Izdavački Centar Komunist, Belgrad 1975 (serbokroatisch).
- Roman Rosdolsky: La genèse du «Capital» chez Karl Marx (= Critiques de l’économie politique. Band 1: Méthodologie.) Übersetzt von Jean-Marie Brohm, Catherine Colliot-Thélène u. a. Maspero, Paris 1976, ISBN 2-7070-0806-5.
- “Kapitalets” tillkomsthistoria. In: Mats Thorell, Thomas Caesar (Hrsg.): Till kritiken av den politiska ekonomin. Band 1 (1977) und Band 2 (1979). Röda Bokförlaget, Göteborg (schwedisch).
- Kapitalens tilblivelseshistorie. Raudkastet til Kapitalen fra 1857–58. Band 1. Nansensgade Antikvariat, Kopenhagen 1981 (dänisch).
- César Benjamin (Hrsg.): Gênese e estrutura de O Capital de Karl Marx. EDUERJ/Contraponto, Rio de Janeiro 2001 (portugiesisch).

### Arbeiten Rosdolskys zum „Kapital“
- Zur neueren Kritik des Marxschen Gesetzes der fallenden Profitrate. In: Kyklos. Internationale Zeitschrift für Sozialwissenschaften. Band 9, Nr. 2. Basel 1956, S. 208–226 (Sonderdruck).
- Der esoterische und der exoterische Marx. Zur kritischen Würdigung der Marxschen Lohntheorie I–III. In: Arbeit und Wirtschaft. Band 11, 11 ff. 1957, S. 348–351, 388–391, 20–24.
- Review of Martin Trottmann, Zur Interpretation und Kritik der Zusammenbruchstheorie von Henryk Grossmann. In: Kyklos. Internationale Zeitschrift für Sozialwissenschaften. Band 3. Basel 1957, S. 353–355.
- Der Gebrauchswert bei Karl Marx. Eine Kritik der bisherigen Marx-Interpretation. In: Kyklos. Internationale Zeitschrift für Sozialwissenschaften. Band XII. Basel 1959, S. 27–56.
- Joan Robinsons Marx-Kritik. In: Arbeit und Wirtschaft. Band 13, 8 f. 1959, S. 178–183, 210–212.
- Ein neomarxistisches Lehrbuch der politischen Ökonomie. In: Kyklos. Internationale Zeitschrift für Sozialwissenschaften. Band 16, Nr. 4. Basel 1. November 1963, S. 626–654 (Sonderdruck).
- Method of Marx’s Capital. In: New German Critique. Nr. 3 (Frühjahr), 1974.

### Liste deutschsprachiger Sekundärliteratur
- Otto Morf: Über die „Grundrisse der Kritik der politischen Ökonomie“. In: Geschichte und Dialektik in der politischen Ökonomie. Zum Verhältnis von Wirtschaftstheorie und Wirtschaftsgeschichte bei Karl Marx. 1970 (Version von Oktober 2004 [abgerufen am 9. Februar 2008] Die Arbeit ist Roman Rosdolsky gewidmet).
- Ernest Mandel: Der Spätkapitalismus. Versuch einer marxistischen Erklärung. Suhrkamp, 1972, ISBN 3-518-10521-3 (Das Buch ist Roman Rosdolsky gewidmet).
- Anselm Jappe: Wegbereiter der Wertkritik: Roman Rosdolsky. In: Kritischer Kreis (Hrsg.): Streifzüge. Band 7, Nr. 1. Wien 2002 (streifzuege.org [abgerufen am 10. Februar 2008] Aus Anlass der Übersetzung ins Portugiesische durch César Benjamin. Copyleft (Memento vom 14. Februar 2008 im Internet Archive)).
- Marcus Gassner: Die Marxschen Schemata und deren Problematik. In: grundrisse. Band 1, Nr. 1, 2002, ISSN 1814-3164 (grundrisse.net [abgerufen am 10. Februar 2008] Einführung in die Diskussion um die Reproduktionsschemata. GNU FDL).

### Liste fremdsprachiger Sekundärliteratur
- Raya Dunayevskaya: A Critique of Roman Rosdolsky. Rosdolsky’s Methodology and the Missing Dialectic. In: London Corresponding Committee (Hrsg.): The Hobgoblin. Nr. 6, 2005 (thehobgoblin.co.uk (Memento vom 8. Februar 2008 im Internet Archive) [abgerufen am 10. Februar 2008] Reprint aus: Marx’s Capital and Today’s Global Crisis. News & Letters, Detroit 1978).
- John-Paul Himka: Roman Rosdolsky’s Reconsideration of the Traditional Marxist Debate on the Schemes of Reproduction on New Methodological Grounds: Comments. In: I.S. Koropeckyj (Hrsg.): Selected Contributions of Ukrainian Scholars to Economics. Harvard Ukrainian Research Institute Sources and Documents series. Harvard Ukrainian Research Institute (Harvard University Press), Cambridge MA 1984, S. 135–47 (Kommentare zu obigem Essay).
- Manfred A. Turban: Roman Rosdolsky’s Reconsideration of the Traditional Marxist Debate on the Schemes of Reproduction on New Methodological Grounds. In: I.S. Koropeckyj (Hrsg.): Selected Contributions of Ukrainian Scholars to Economics. Harvard Ukrainian Research Institute Sources and Documents series. Harvard Ukrainian Research Institute (Harvard University Press), Cambridge MA 1984, S. 91–134 (Auseinandersetzung mit Rosdolskys Analyse der Debatte um die Reproduktionsschemata).

### Weiterführende Literatur
- Martin Jakob et al.: Imperialismus & marxistische Theorie. Teil 1: Die Klassiker. In: Arbeitsgruppe Marxismus (Hrsg.): Marxismus. Band 7. Wien März 1996 (agmarxismus.net [abgerufen am 9. Februar 2008] 222 Seiten; vergriffen).
- Michael Heinrich: Weltanschauungsmarxismus oder Kritik der politischen Ökonomie? In: grundrisse. Band 1, Nr. 1, 2002, ISSN 1814-3164 (grundrisse.net [abgerufen am 10. Februar 2008] Enthält einen Abschnitt zu Rosdolskys Rolle im Diskurs der 1970er Jahre. GNU FDL).
- Imperialismus & marxistische Theorie. Teil 2: Von der frühen Komintern zur Vierten Internationale. In: Arbeitsgruppe Marxismus (Hrsg.): Marxismus. Band 21. Wien 2002, ISBN 3-901831-17-7 (Übersicht [abgerufen am 9. Februar 2008] 110 Seiten).